# Pierre-François-Joseph Tarrit
Pierre-François-Joseph Tarrit, francoski general, * 6. februar 1881, † 2. maj 1965.